# Купшени
Купшени (рум. Cupșeni, венг. Kupsafalva) — коммуна в составе жудеца Марамуреш в Румынии. В составе коммуны деревни Костены (474 человека), Купшены (Купшень, 829 человек, административный центр коммуны), Либотин (1136 человек) и Унгурень (1339 человек).
Расположена в Трансильвании на расстоянии 383 км к северо-западу от Бухареста, 29 км к юго-востоку от административного центра жудеца Бая-Маре, 88 км к северу от Клуж-Напока.
Высота — 387 м.

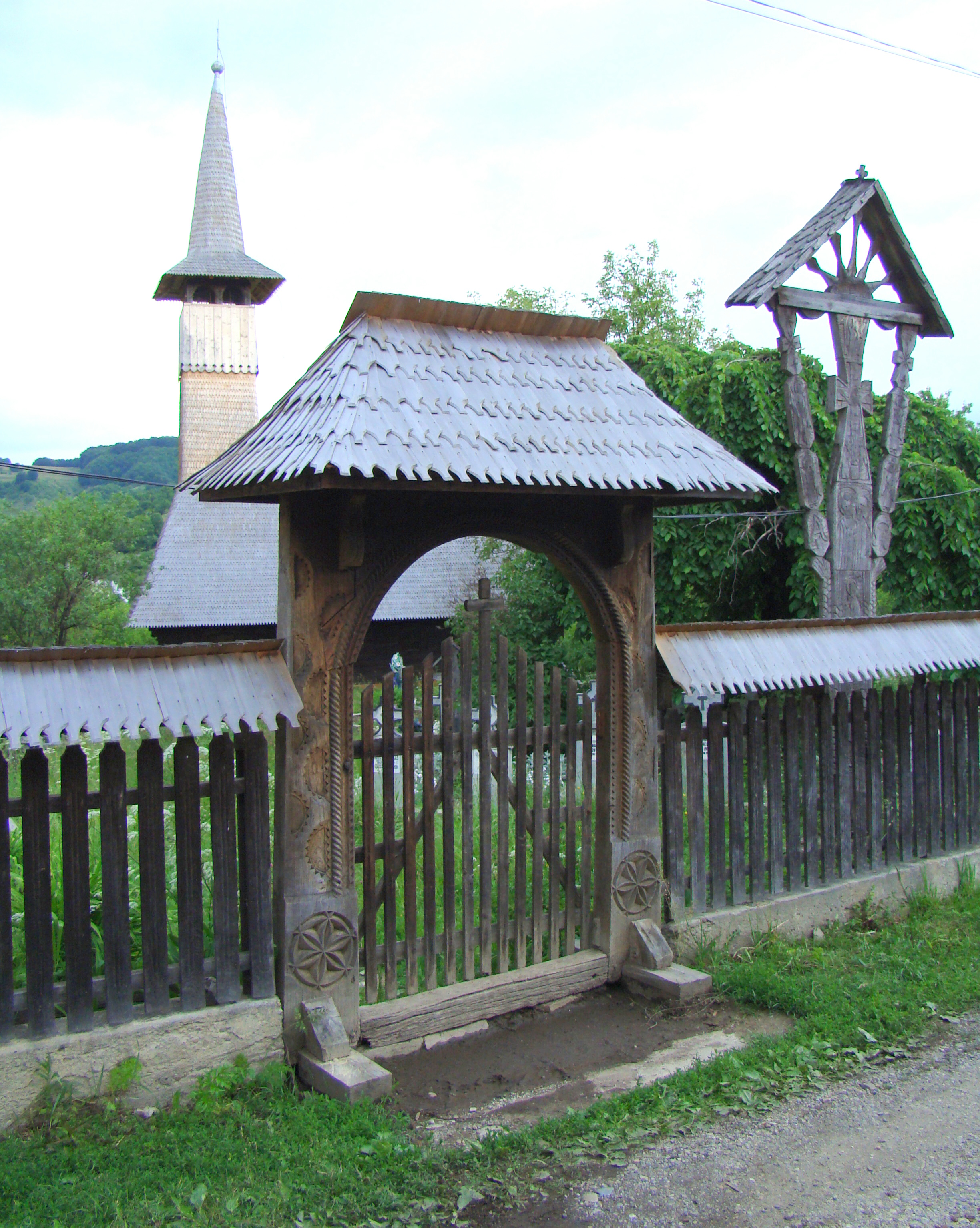

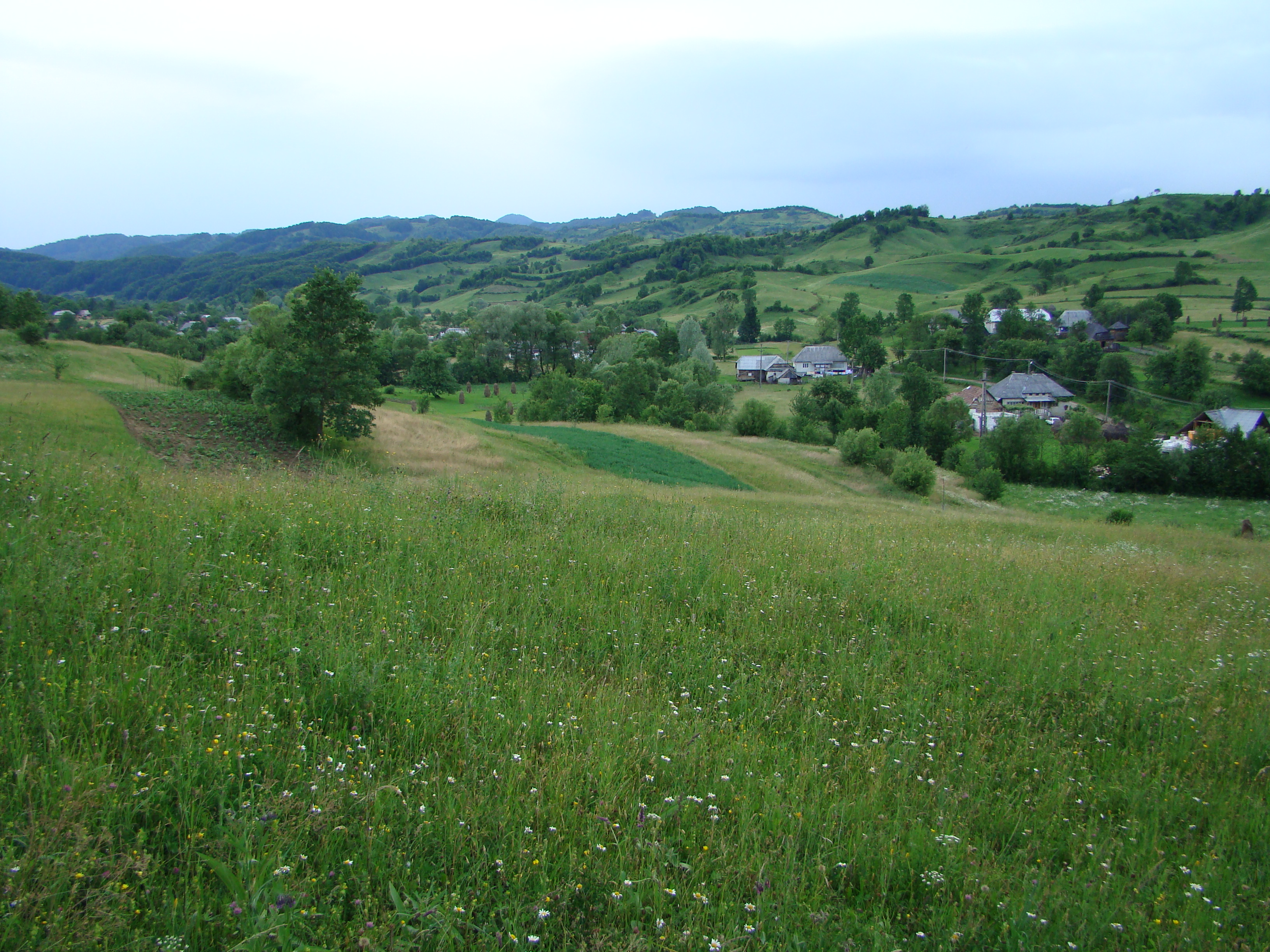

Население по состоянию на 2011 год — 3581 чел. Площадь — 89,56 км². Большинство жителей составляют румыны (97,4 %).